# ジャッキー・ブラウン
『ジャッキー・ブラウン』（原題：Jackie Brown）は、1997年制作のアメリカ映画。エルモア・レナードの小説『ラム・パンチ』をベースに、クエンティン・タランティーノが監督・脚本した犯罪サスペンス。『コフィー』や『フォクシー・ブラウン』など70年代ブラックスプロイテーションのスターであるパム・グリアが主演。

## あらすじ
メキシコの航空会社に勤める中年スチュワーデスのジャッキーは、生活苦のため裏では武器商人オデールの運び屋をやっていた。ある時、ジャッキーはオデールを追っていたATF捜査官のレイに逮捕されてしまう。レイからオデール逮捕に協力するよう持ち掛けられるジャッキーだったが取引には応じないまま保釈される。
人生半ばを過ぎ、現在の生活に限界を感じていたジャッキーは、親しくなった保釈屋のマックスと共にすべてを清算する一攫千金の計画を実行する。

## キャスト
※括弧内は日本語吹替
- ジャッキー・ブラウン - パム・グリア（弥永和子）
- オデール・ロビー - サミュエル・L・ジャクソン（大塚明夫）
- マックス・チェリー - ロバート・フォスター（佐々木勝彦）
- ルイス・ガーラ - ロバート・デ・ニーロ（津嘉山正種）
- メラニー・ラルストン - ブリジット・フォンダ（冬馬由美）
- レイ・ニコレット - マイケル・キートン（山寺宏一）
- マーク・ダーガス - マイケル・ボーウェン（大塚芳忠）
- ボーマン・リヴィングストン - クリス・タッカー（家中宏）
- ウィンストン - トミー・タイニー・リスター・Jr.（宝亀克寿）

## 備考
- 主演のパム・グリアは監督から『パルプ・フィクション』のジョディ役で依頼があったが身長の問題があり断念した。しかしタランティーノはどうしてもグリアに自身の映画に出てもらいたく本作の執筆となった[3]。
- 原作のジャッキーはジャッキー・バークという名の白人である。
- タランティーノがジャッキー・ブラウンの留守番電話の声としてカメオ出演している。
- 映画のポスターは『フォクシー・ブラウン』のパロディ。
- ジャッキーの購入したスーツは『パルプ・フィクション』でミアの着ていたスーツと同じもの。これは後に『キル・ビル』でエル・ドライバーが着ている。
- ジャッキーの車は『パルプ・フィクション』でブルース・ウィリスが乗っていたものと同じ車（ホンダ・シビック）。タランティーノがシビックに乗っていたことがあるらしく、彼の作品にはシビックが出ることが多い。
- 作中でメラニーとルイスがテレビで観ている映画は『ダーティ・メリー/クレイジー・ラリー』（1974年、主演：ピーター・フォンダ）と『マッド・ドッグ/ファイアー・ガンを持つ豚ども』（1977年、主演：ヘルムート・バーガー）である。
- メインテーマであるボビー・ウーマックの「110番街交差点」（Across 110th Street）は、同名のブラックスプロイテーション（英語版）のメインテーマ曲を採用している[4]。
- マイケル・キートンは1998年公開の『アウト・オブ・サイト』に同じレイ・ニコレット役で出演している。

## 受賞/ノミネート
受賞
- 第48回ベルリン国際映画祭銀熊賞 (男優賞)  サミュエル・L・ジャクソン
- カンザスシティ映画批評家協会賞助演男優賞　ロバート・フォスター
- サンディエゴ映画批評家協会賞主演女優賞　パム・グリア

ノミネート
- 第70回アカデミー賞助演男優賞　ロバート・フォスター[5]
- 第55回ゴールデングローブ賞ミュージカル・コメディ部門主演女優賞　パム・グリア
- 第55回ゴールデングローブ賞ミュージカル・コメディ部門主演男優賞  サミュエル・L・ジャクソン